# Junípero Serra

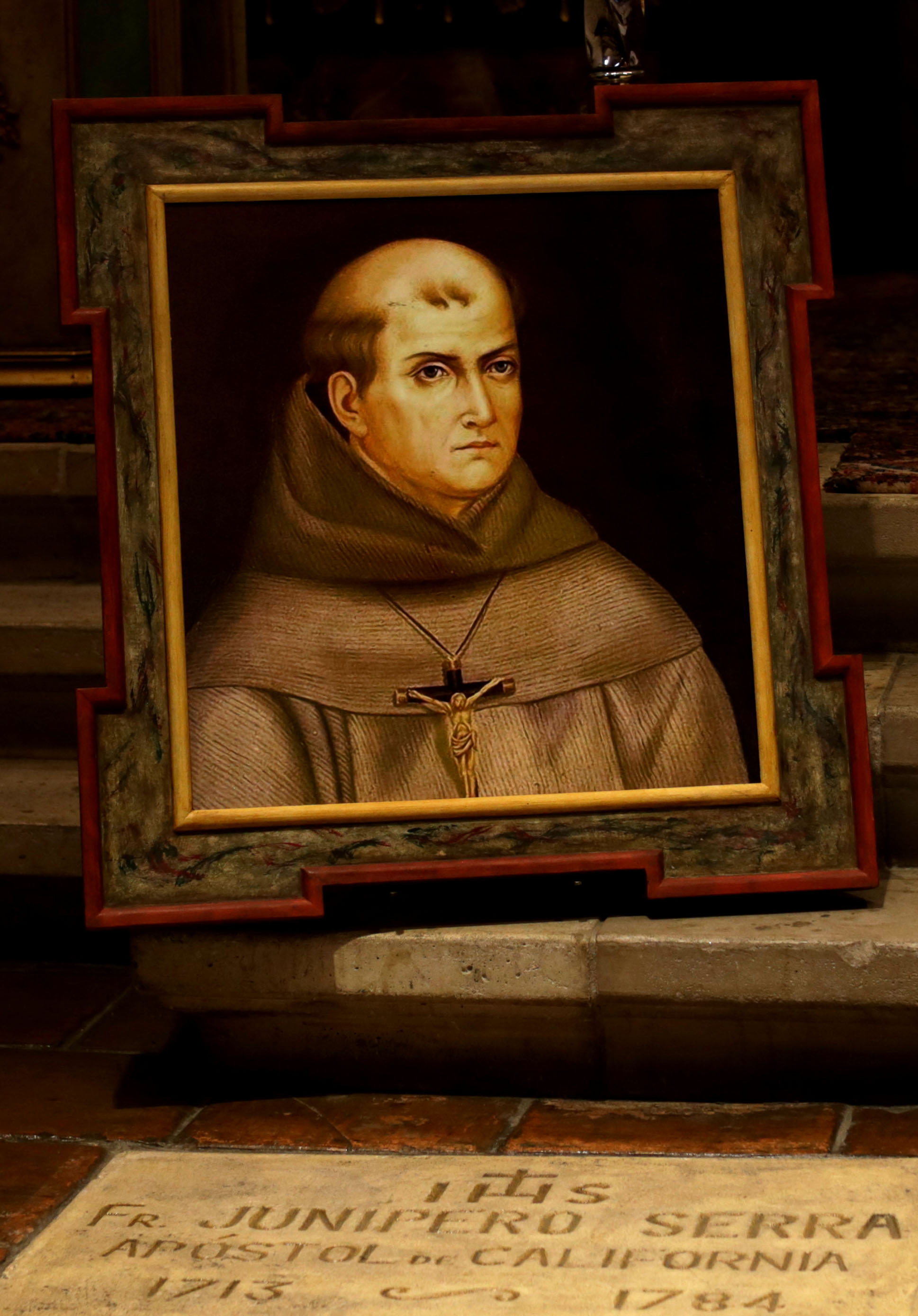
Grabstätte des Bruders Junípero Serra in der Missionskirche in Carmel

Bruder Junípero Serra oder katalanisch Fra Juníper Serra (* 24. November 1713 in Petra, Mallorca; † 28. August 1784 in San Carlos Borromeo de Carmelo in Kalifornien) war ein Ordenspriester und Franziskaner. Er wird in der römisch-katholischen Kirche als Heiliger verehrt und gilt als Begründer der Stadt San Francisco. Sein Gedenktag ist der 28. August.

## Leben

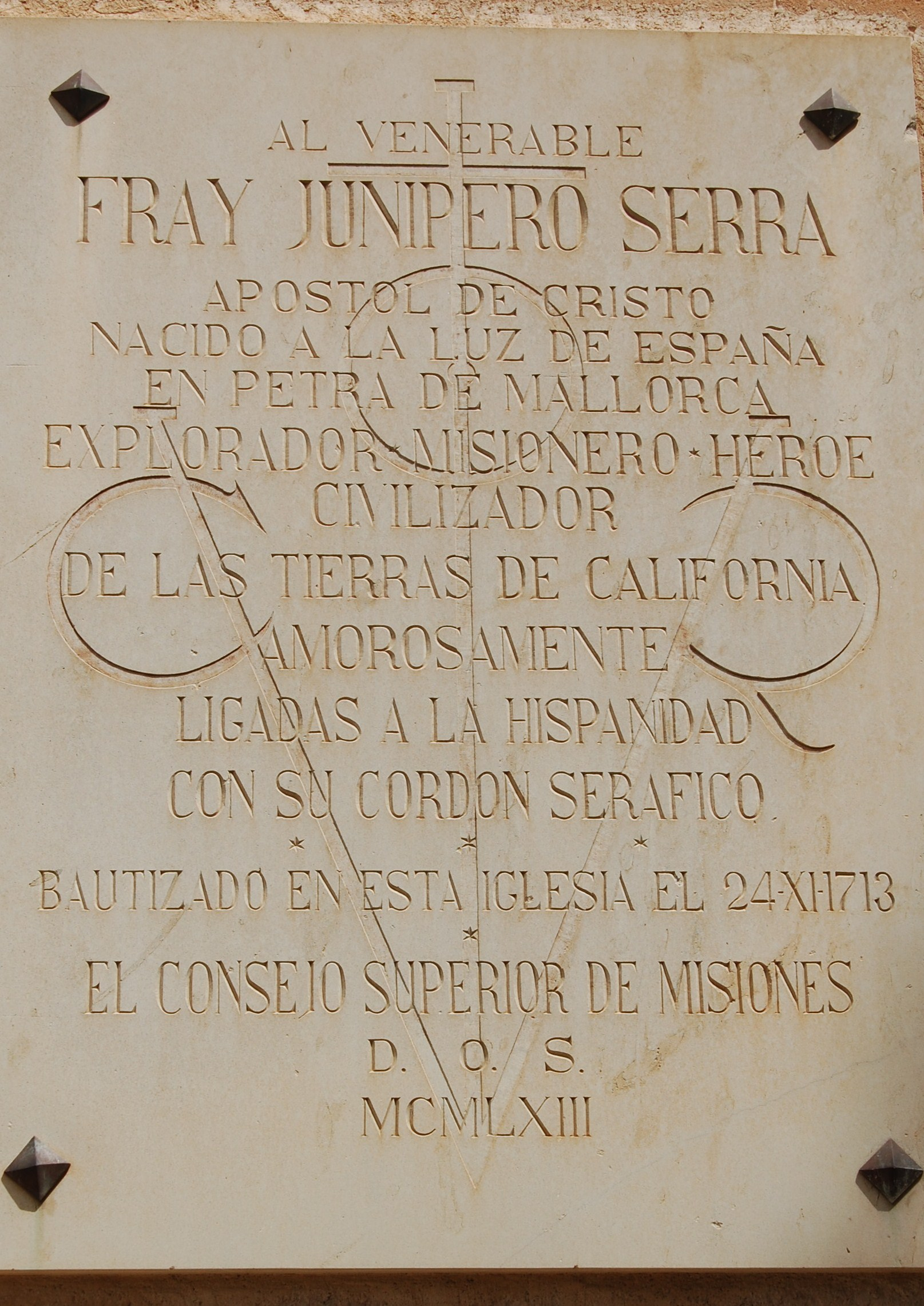
Gedenktafel an der Pfarrkirche Sant Pere in Petra

Junípero Serra wurde 1713 als Miquel Josep Serra i Ferrer geboren. Zu dieser Zeit bestand in seinem Geburtsort Petra schon seit über hundert Jahren ein Franziskanerkloster, in dem auch Schulunterricht erteilt wurde. Im Alter von 16 Jahren trat der Bauernsohn Miquel Josep Serra bei den Franziskanern ein und nahm zur Einkleidung den Ordensnamen Junípero an. Bruder Junípero studierte an der Universität Lulliana in Palma und erwarb den Doctor theologiae. Von 1744 bis 1749 war er in Palma als Prediger und Dozent an der Universität tätig. Danach wurde er als Mitglied einer Gruppe von Franziskanern in das Vizekönigreich Neuspanien entsandt.
Etwa zwanzig Jahre lang lehrte er am Colegio de San Fernando in Mexiko-Stadt und an den Missionsstationen der Sierra Gorda in Zentral-Mexiko (z. B. Jalpan de Serra); er übersetzte den Catechismus Romanus in die Sprache der hier ansässigen Pame-Indianer. 1752 wurde er zum Kommissar der Inquisition ernannt. Im Jahr 1768 wurde er nach Niederkalifornien geschickt, um die Leitung aller dortigen Missionsstationen zu übernehmen. Diese waren einst von Jesuiten gegründet und betrieben worden, die Jesuiten waren aber 1767 aus dem Vizekönigreich Neuspanien ausgewiesen worden, so wie einige Monate zuvor aus ganz Spanien. Bruder Junípero zog durch ganz Niederkalifornien, gründete eine neue Missionsstation, die Misión San Fernando Rey de España de Velicatá, und erreichte am 1. Juli 1769 San Diego, wo seit Mai des Jahres bereits der Militärstützpunkt Presidio San Diego bestand. Junípero Serra errichtete daneben die erste Missionsstation in Alta California, die Mission San Diego de Alcalá. Von hier aus zog er an der Küste weiter nach Norden bis Monterey und war an der Gründung von elf der im Laufe der Zeit insgesamt einundzwanzig Missionsstationen in Kalifornien beteiligt. Viele der Missionen entwickelten sich im Laufe der Zeit zu Städten, die spanische Namen tragen: San Diego, Los Angeles oder Santa Barbara. Die meisten dieser Namen vergab Junípero Serra nach Heiligen, denen die Nebenaltäre in der Kirche des hl. Bernhardin von Siena in seiner Geburtsstadt Petra geweiht waren. Bruder Junípero starb im Jahr 1784 im heutigen Carmel in Kalifornien.

## Verehrung

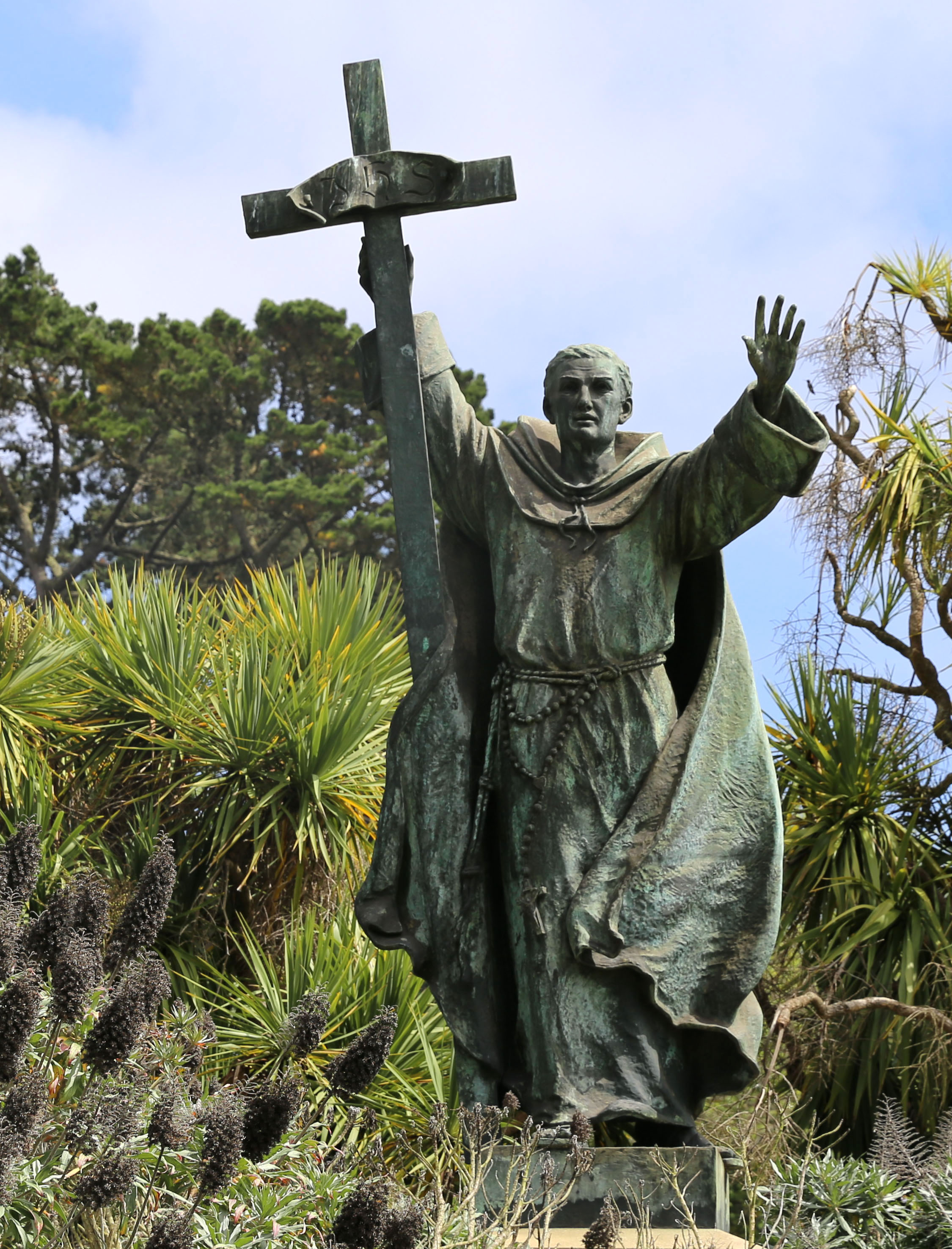
Statue von Junípero Serra im Golden Gate Park in San Francisco

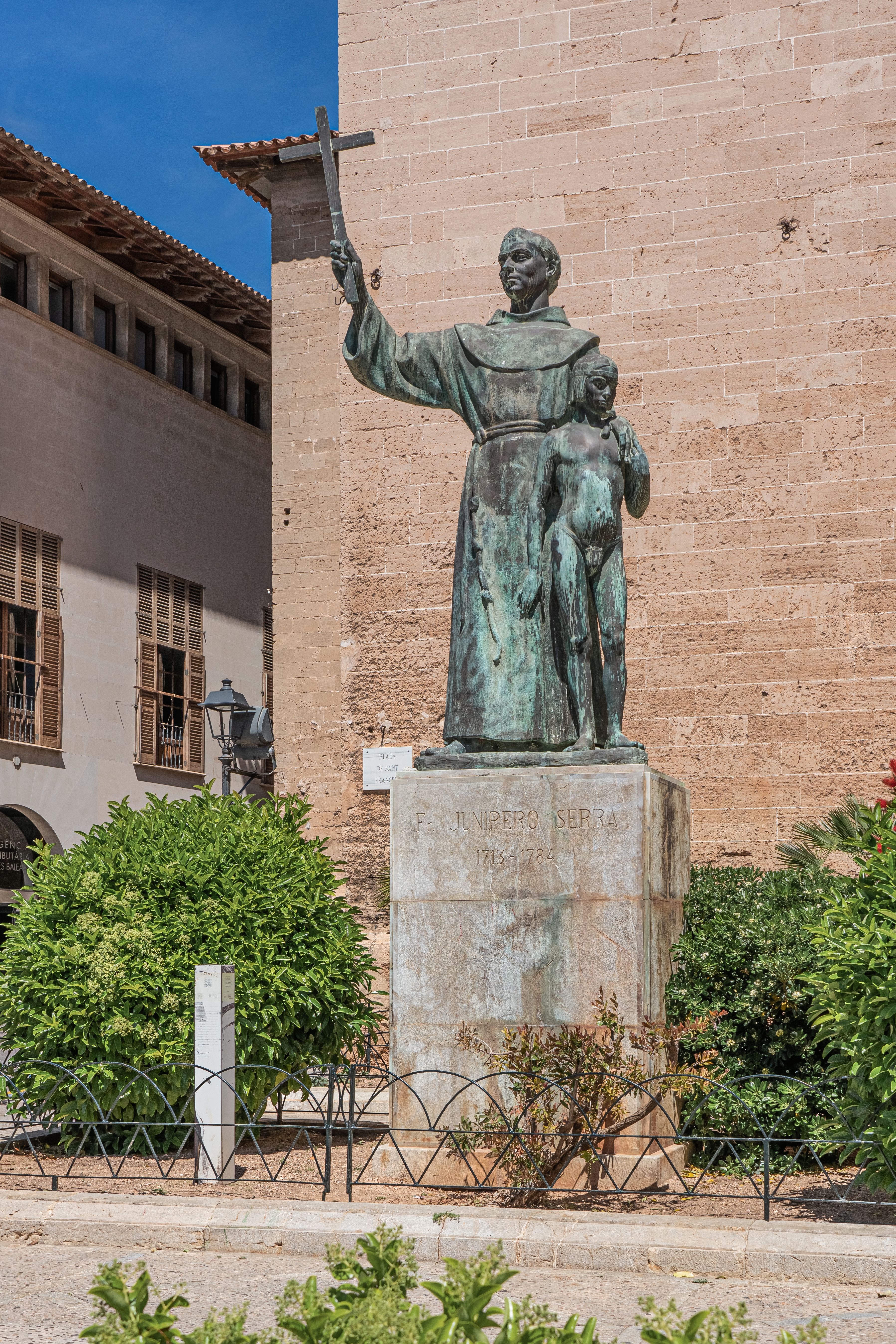
Statue von Junípero Serra in Palma, Mallorca

Fray Junípero Serra wurde am 25. September 1988 seliggesprochen. Papst Franziskus sprach Fray Junípero Serra im Nationalheiligtum Basilika der Unbefleckten Empfängnis in Washington, D.C. am 23. September 2015 heilig.
Am nördlichen Rand von Petra steht die Pfarrkirche Sant Pere, vom 16. bis ins 18. Jahrhundert auf den Grundmauern einer älteren Kirche errichtet. Zur reichen Innenausstattung zählt auch das Taufbecken, über das der neugeborene Miquel Josep gehalten wurde. Über die Carrer Major gelangt man zum Konvent des hl. Bernhard, 1607 gegründet und Sitz der Klosterschule des jungen Junípero Serra. Vor dem Gebäude erinnert ein Denkmal an verschiedene Stationen seines Lebens. Vom Konvent führt die Carrer Fra Juníper westwärts, vorbei an einer Reihe von Kachelbildern der verschiedenen Missionen, zum Geburtshaus und Museum des Franziskaners. Das Geburtshaus Junípero Serras steht im ältesten Teil des Ortes, in der Carrer Barrancar Alt. Ganz in der Nähe beherbergt ein erst 1959 errichtetes Haus das Museu de Pare Serra, ein Museum, das sich anhand von Landkarten, Gemälden und Dokumentationen dem Leben des Missionars widmet.
Junípero Serras Patrozinium ist die Serra International unterstellt, eine internationale Laiengemeinschaft zur Förderung der geistlichen Berufe in der römisch-katholischen Kirche. In den Vereinigten Staaten wird Bruder Junípero als Städtegründer verehrt. Seine Büste steht im Capitol in Washington, D.C., umgeben von anderen Helden der amerikanischen Nation.

## Kritik
Insbesondere Indigene kritisieren seine Heiligsprechung, denn Vorfahren hätten auch unter den Tätigkeiten dieses Missionars gelitten. Eine Online-Petition gegen die Heiligsprechung wurde von gut 10.000 Unterzeichnern unterstützt.
Das Verhältnis zur indianischen Bevölkerung ist umstritten. Ältere Arbeiten gingen davon aus, dass er freundlich aufgenommen wurde. Hiernach habe es keine Misshandlung von Ureinwohnern gegeben. Andere Quellen beschreiben, dass 90.000 amerikanische Ureinwohner zwangsmissioniert und mit Unterstützung der Armee in seinen Missionen gefangengehalten worden seien. Sie hätten ihre Sprache und Gebräuche aufgeben müssen und seien zur Zwangsarbeit verpflichtet worden. Von geschätzt 310.000 indianischen Einwohnern, die 1769 in Kalifornien lebten, sei 100 Jahre später nur ein Sechstel übrig gewesen.